# Myxexoristops
Myxexoristops – rodzaj muchówek z rodziny rączycowatych (Tachinidae).

## Wybrane gatunki
- M. abietis Herting, 1964[2]
- M. arctica Zetterstedt, 1838[2]
- M. bicolor (Villeneuve, 1908)[2]
- M. blondeli (Robineau-Desvoidy, 1830)[2]
- M. bonsdorffi (Zetterstedt, 1859)[2]
- M. fronto (Coquillett, 1897)[1]
- M. hertingi Mesnil, 1955[2]
- M. neurotomae (Sellers, 1943)[1]
- M. stolida (Stein, 1924)[2]